# Krotekaker

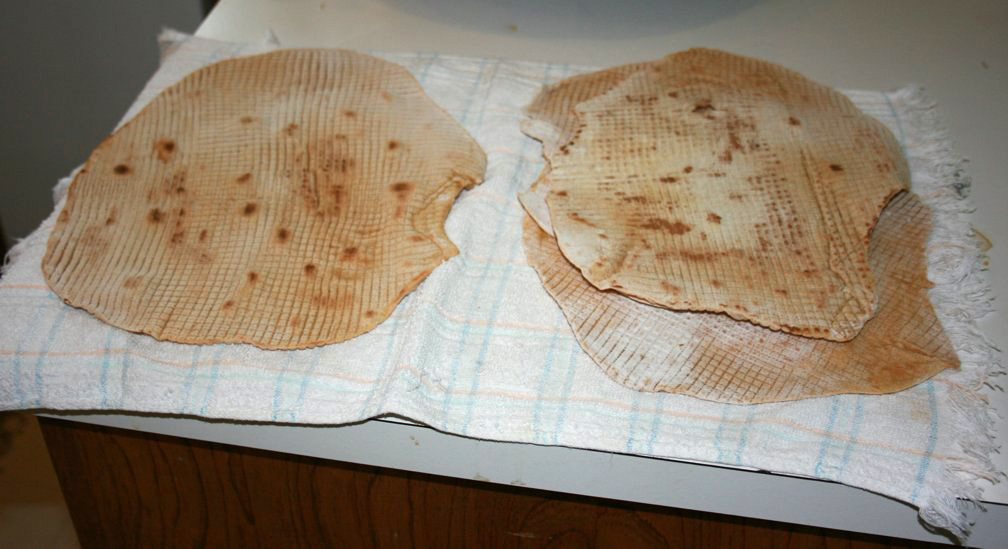
Krotekaker.

El krotekaker (‘pan de rodillo’) o hardangerkaker es un pan plano tradicional de la región de Hardanger, en Noruega. Es un tipo de lefse, pero sin patata.
El krotekaker seco puede hacerse en grandes cantidades y almacenarse sin refrigeración durante largos periodos de tiempo. Su preparación es más que una receta, suponiendo una oportunidad para las pequeñas reuniones de vecinos en la zona rural de la costa del fiordo de Hardanger. Normalmente participan tres o cuatro personas en esta actividad. La preparación puede tomar un día entero y ofrece suficiente tiempo para compartir historias y novedades.
Los ingredientes incluyen harina de trigo integral, levadura, azúcar morena, margarina, huevo y sal.
- Datos: Q964469